# Real Compañía Asturiana de Minas
La Real Compañía Asturiana de Minas (RCAM) fue una empresa minera y metalúrgica de capital belga que operó en España entre 1853 y 1983, actuando principalmente en áreas de la cornisa cantábrica. La compañía también llegó a contar con instalaciones en Francia, Bélgica, Noruega y el norte de África. En  territorio español la RCAM llegó a explotar varios yacimientos mineros y líneas de ferrocarril, así como un cierto número de plantas industriales.

## Historia
La empresa precursora fue la Real Compañía Asturiana de Minas de Carbón, que explotaba las minas de Arnao y Santa María del Mar, cerca de Avilés, en Asturias (España). Los carbones del yacimiento de Arnao no eran apropiados para la siderurgia, por lo que en mayo de 1851 el ingeniero Jules Hauzeur, sobrino del socio belga de la Real Compañía, Adolphe Lesoinne, presentó un informe a la empresa proponiendo la instalación en Arnao de una fundición de zinc, y así aprovechar el carbón de las minas.

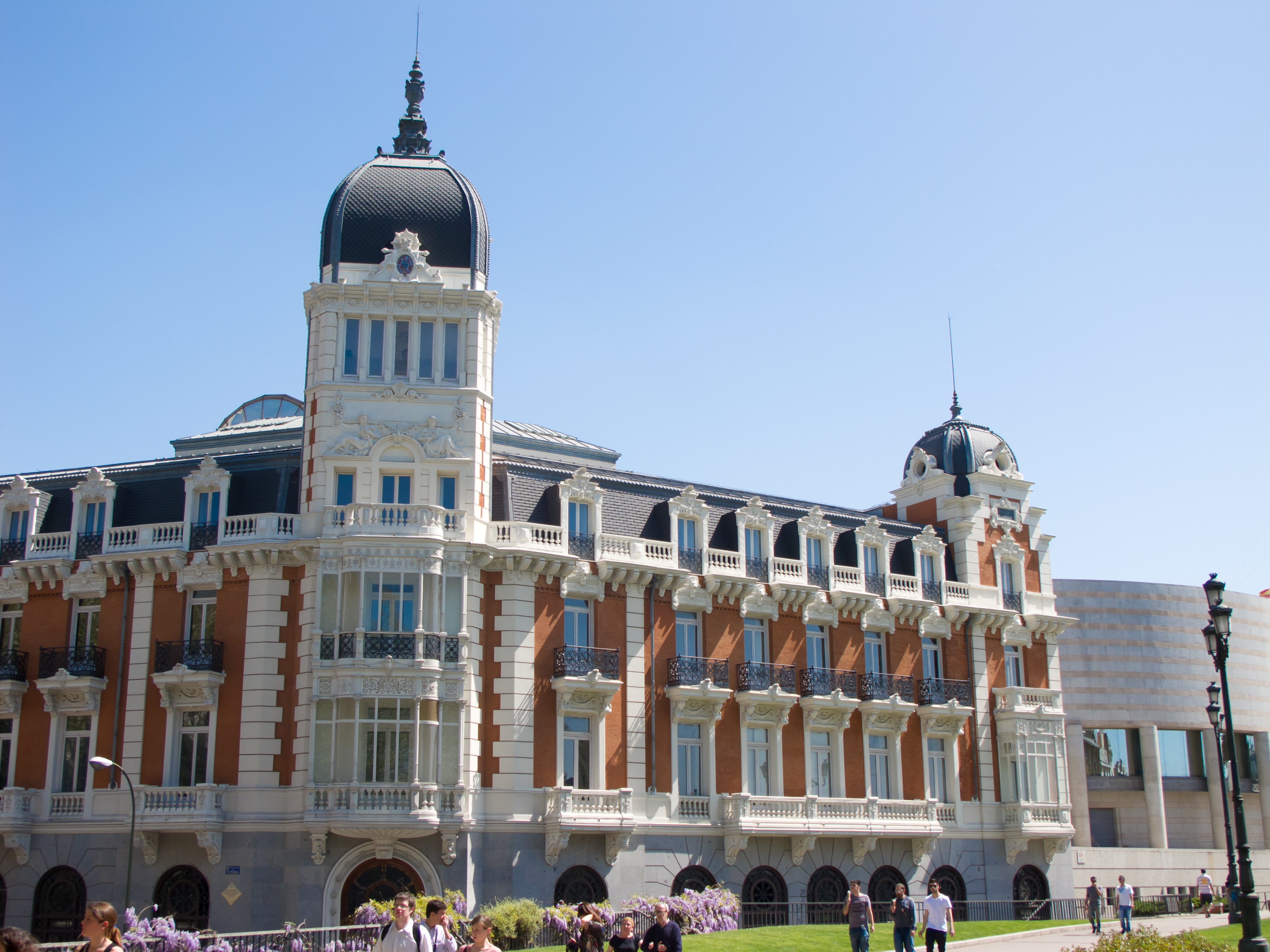
Edificio de la Real Compañía Asturiana de Minas (Madrid)

La propuesta no convenció a los socios españoles de la Real Compañía, Joaquín María Ferrer y Felipe Riera Rosés, de manera que Jules Hauzeur se vio obligado a buscar financiación externa, consiguiendo la participación de Jonathan-Raphaël Bischoffsheim, banquero y director del Banco Nacional de Bélgica.
Así, el 16 de mayo de 1853 se constituyó en Bruselas, ante el notario Florencio Félix Víctor Bourdin, la sociedad anónima Société pour la production du Zinc en Espagne, con la presencia de Felipe Riera, Adolphe Lesoinne, Jules J. Maximilien Van der Heyden á Hauzeur y Jonathan-Raphaël Bischoffsheim. Además de estas personas, eran también socios de la nueva empresa Joaquín María Ferrer (representado por Felipe Riera), los herederos de Nicolás-Maximilien Lesoinne (representados por Adolphe) y los hermanos Zabala, dueños de ferrerías en Tolosa representados por Jules Hauzeur. 
El capital social se estableció en 2 500 000 francos, repartidos en 2500 acciones de 1000 francos cada una. De las 2500 acciones, 1250 acciones se correspondían a aportaciones en metálico de Jonathan-Raphaël Bischoffsheim, de las que desembolsó 1000, reservándose las 250 restantes para el futuro. El resto de las acciones se correspondían con aportaciones en especie: las minas de Arnao y Santa María del Mar, por parte de la Real Compañía Asturiana de Minas de Carbón, las minas de blenda de Oyarzun (Guipúzcoa) propiedad de Jules y Nicolás Hauzeur y Adolphe Lesoinne; y las minas de calamina de Motrico y de galena de Irún, propiedad de los herederos de Nicolás-Maximilien Lesoinne y de los hermanos Zabala.
El objeto social de la sociedad era la extracción de carbón de piedra de la concesión carbonífera de Asturias, la extracción de minerales de zinc y plomo en las concesiones de Guipúzcoa, y la transformación de estos minerales, por un plazo de noventa años. Durante el transcurso de la Primera Guerra Mundial las actividades de la compañía se extendieron también a la industria química, poniendo en marcha la fabricación de ácido sulfúrico y superfosfatos. Los avatares de la Guerra Civil (1936-1939) afectaron singularmente a la empresa debido a la destrucción de algunas de sus instalaciones.
Para 1979, coincidiendo con la grave crisis que atravesaba la industria española en esa época, la producción de la empresa entró en crisis. Esta situación llevó a que en 1981 la Real Compañía Asturiana de Minas se integrase en Asturiana de Zinc —constituida originalmente como una filial—. Se inició entonces un proceso de absorción que se completó finalmente el 16 de marzo de 1983.